# Majia Bułgakowa
Majia Grigorjewna Bułgakowa (ros. Ма́йя Григо́рьевна Булга́кова; ur. 19 maja 1932, zm. 7 października 1994) – radziecka i rosyjska aktorka filmowa.

## Wybrana filmografia
- 1968: Trzeba przejść i przez ogień Maria
- 1970: Zbrodnia i kara jako Katierina Iwanowna
- 1972: Jutro będzie za późno

## Odznaczenia
- Ludowy Artysta RFSRR (1977)